# Drongovití
Drongovití (Dicruridae) jsou čeledí malých ptáků z řádu pěvců.
Drongové jsou většinou nevýrazní, černí nebo tmavě hnědí ptáci s krátkýma nohama a typickým vzpřímeným postojem. Živí se hmyzem, který chytají za letu a na zemi.

## Systematika
Čeleď poprvé popsal popsal irský zoolog Nicholas Aylward Vigors v roce 1825. Zařazení druhů do čeledi bylo po dlouhou dobu předmětem vědeckých debat. V minulosti do čeledi náležely dva rody: Dicrurus a monotypický Chaetorhynchus. Právě druhý zmíněný rod byl ale přeřazen do čeledi pávíkovitých).

### Seznam druhů
Celkem je popsáno 30 druhů.

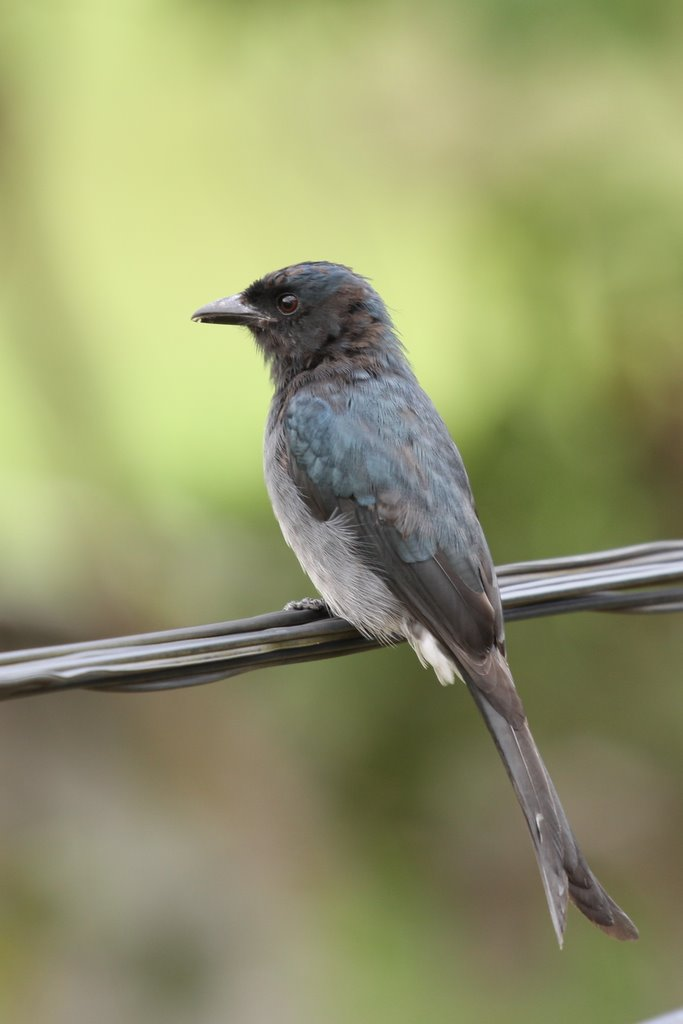
Drongo šedobřichý (Dicrurus caerulescens)

- Drongo africký (Dicrurus adsimilis)
- Drongo indomalajský (Dicrurus aeneus)
- Drongo aldaberský (Dicrurus aldabranus)
- Drongo andamanský (Dicrurus andamanensis)
- Drongo vraní (Dicrurus annectens)
- Dicrurus atactus
- Drongo lesklý (Dicrurus atripennis)
- Drongo filipínský (Dicrurus balicassius)
- Drongo vločkoprsý (Dicrurus bracteatus)
- Drongo šedobřichý (Dicrurus caerulescens)
- Drongo sundský (Dicrurus densus)
- Dicrurus divaricatus
- Drongo chocholatý (Dicrurus forficatus)
- Drongo hnědokřídlý (Dicrurus fuscipennis)
- Drongo vlasatý (Dicrurus hottentottus)
- Drongo kouřový (Dicrurus leucophaeus)
- Dicrurus lophorinus
- Drongo lesní (Dicrurus ludwigii)
- Drongo černý (Dicrurus macrocercus)
- Drongo novoirský (Dicrurus megarhynchus)
- Dicrurus menagei
- Drongo principeský (Dicrurus modestus)
- Drongo celebeský (Dicrurus montanus)
- Dicrurus occidentalis
- Dicrurus palawanensis
- Drongo vlajkový (Dicrurus paradiseus)
- Drongo dlouhoocasý (Dicrurus remifer)
- Dicrurus sharpei
- Drongo sumaterský (Dicrurus sumatranus)
- Drongo mayottský (Dicrurus waldenii)

## Popis
Tito hmyzožraví ptáci se běžně vyskytují v otevřených lesích nebo porostech keřů. Jsou černé až šedé barvy a některé druhy mají též kovový odlesk. Díky dlouhým vidlicovitým ocasům je možné snadno je odlišit od jiných druhů ptáků, asijské druhy drongů navíc mívají výrazné zdobná ocasní pera. Mají krátké nohy a vzpřímený postoj, podobně jako ťuhýkovití (Laniidae). Svoji kořist loví ve vzduchu ale i na zemi: záleží na jednotlivém druhu a příležitosti. Některé druhy drongů, například drongo vlajkový (Dicrurus paradiseus), dokáží napodobovat zvuky jiných druhů zvířat, dokonce i savců.

## Etologie
Hnízda si staví většinou na vysokých stromech, kam pak samičky nakladou dvě až čtyři vejce. Navzdory své velikosti, tito ptáci dokáží být, nejen při obraně hnízda, velmi agresivní a útoční. Nebojí se ani útočit na daleko větší druhy zvířat, pokud jsou v ohrožení jejich potomci.
Krom toho, že dokáží napodobovat i zvuky některých savců, dokáže například drongo africký (Dicrurus adsimilis) vyvolat falešný poplach, tedy i v případě, že v blízkosti není žádný dravec nebo predátor. Využívá toho například v situaci, kdy se na mraveništi krmí jiné druhy hmyzožravých ptáků a oni také chtějí získat nějakou potravu. Spustí proto falešný poplach a čekají, až se ostatní rozlétnou.